# Blues (album Breakout)
Blues – album muzyczny polskiego zespołu blues rockowego Breakout. Wydany został w roku 1971 i uważany jest za szczytowe osiągnięcie grupy. Na sukces płyty, obok muzyków złożyła się współpraca „duetu” Tadeusz Nalepa (muzyka) i Bogdan Loebl (teksty).

## Lista utworów
Strona A
| 1. | „Ona poszła inną drogą”      | 3:35  |
|    |                              |       |
| 2. | „Kiedy byłem małym chłopcem” | 3:10  |
|    |                              |       |
| 3. | „Oni zaraz przyjdą tu”       | 3:00  |
|    |                              |       |
| 4. | „Przyszła do mnie bieda”     | 2:00  |
|    |                              |       |
| 5. | „Pomaluj moje sny”           | 2:45  |
|    |                              |       |
| 6. | „Usta me ogrzej”             | 4:07  |
|    |                              |       |
|    |                              | 18:37 |
|    |                              |       |
Strona B
| 1. | „Gdybym był wichrem”   | 7:57  |
|    |                        |       |
| 2. | „Co stało się kwiatom” | 6:16  |
|    |                        |       |
| 3. | „Dzisiejszej nocy”     | 4:09  |
|    |                        |       |
|    |                        | 18:22 |
|    |                        |       |

## Skład
- Tadeusz Nalepa – śpiew, gitara
- Dariusz Kozakiewicz – gitara
- Jerzy Goleniewski – gitara basowa
- Józef Hajdasz – perkusja
- Tadeusz Trzciński – harmonijka ustna

## Realizacja
- Reżyser nagrania: Janusz Urbański
- Operator dźwięku: Krystyna Urbańska
- Projekt graficzny: Marek Karewicz